# Governador d'Alaska
El Governador d'Alaska és el cap de govern de l'Estat d'Alaska. El governador és també el comandant en cap de les forces militars estatals (incloent la Guàrdia Nacional d'Alaska i la Força Defensiva Estatal d'Alaska), té un deure de fer complir lleis estatals, i té el poder d'aprovar o vetar lleis passades per la Legislatura d'Alaska, convocar la legislatura, concedir indults —excepte en els casos de judici polític.
Nou persones han servit com a governadors de l'Alaska en onze mandats diferents, tot i que Alaska ha tingut més de trenta governadors civils i militars durants la seva llarga història com a territori dels Estats Units. Dues persones, William Allen Egan i Wally Hickel, han estat votats a múltiples mandats no consecutius com a governadors. Hickel és notable a més per ser votat com a governador en un partit terciari (a diferència dels tradicionals dos partits estatunidencs, el Partit Demòcrata i el Partit Republicà, que guanyen la majoria d'eleccions federals, estatals i locals), essent votat per a un mandat el 1990 representant el Partit de la Independència d'Alaska. El governador estatal que més temps va servir va ser Egan, qui fou votat a tres mandats i serví gairebé 12 anys. El governador territorial que més temps va servir va ser Ernest Gruening, qui serví 13 anys i mig.
El governador actual és Bill Walker, qui va començar a servir com a governador l'1 de desembre de 2014.

## Governadors
Alaska va ser comprada pels Estats Units de l'Imperi Rus el 1867, amb la transferència oficial ocurrint el 18 d'octubre del 1867, el qual és celebrat avui en dia com al Dia d'Alaska. Previ a la compra russa, Alaska era coneguda com a Amèrica Russa o Alaska Russa; estava controlada pels governadors i els directors generals de la Companyia Russo-Americana.

### Comandants del Departament d'Alaska
La vasta regió va ser inicialment designada com al Departament d'Alaska, sota la juridicció del Departament de Guerra i era administrat per l'Exèrcit dels Estats Units fins al 1877, quan l'Exèrcit va ser retirat d'Alaska. El Departament del Tresor després en va prendre control, amb el Col·lector de Duana com a departament més important federal oficial del territori. El 1879 la jurisdicció del departament va ser donada a la Marina dels Estats Units.
Alguns creuen que el primer estatunidenc administrador d'Alaska va ser l'immigrant polonès Włodzimierz Krzyżanowski. Però el diari Anchorage Daily News no va trobar informació conclusiva per a donar suport a aquesta afirmació.
| Comandant                                | Inici del càrrec          | Fi del càrrec             |                           |
| Exèrcit dels Estats Units                | Exèrcit dels Estats Units | Exèrcit dels Estats Units | Exèrcit dels Estats Units |
| ---------------------------------------- | ------------------------- | ------------------------- | ------------------------- |
| General major Jefferson C. Davis         | 18 d'octubre de 1867      | 31 d'agost de 1870        |                           |
| Tinent coronel George K. Brady           | 1 de setembre de 1870     | 22 de setembre de 1870    |                           |
| Major John C. Tidball                    | 23 de setembre de 1870    | 19 de setembre de 1871    |                           |
| Major Harvey A. Allen                    | 20 de setembre de 1871    | 3 de gener de 1873        |                           |
| Major Joseph Stewart                     | 4 de gener de 1873        | 20 d'abril de 1874        |                           |
| Capità George R. Rodney                  | 21 d'abril de 1874        | 16 d'agost de 1874        |                           |
| Capità Joseph B. Campbell                | 17 d'agost de 1874        | 14 de juny de 1876        |                           |
| Capità John Mendenhall                   | 15 de juny de 1876        | 4 de març de 1877         |                           |
| Capità Arthur Morris                     | 5 de març de 1877         | 14 de juny de 1877        |                           |
| Departament del Tresor dels Estats Units |                           |                           |                           |
| Montgomery P. Berry                      | 14 de juny de 1877        | 13 d'agost de 1877        |                           |
| H.C. DeAhna                              | 14 d'agost de 1877        | 26 de març de 1878        |                           |
| Mottrom D. Ball                          | 27 de març 1878           | 13 de juny de 1879        |                           |
| Marina dels Estats Units                 |                           |                           |                           |
| Capità Lester A. Beardslee               | 14 de juny de 1879        | 12 de setembre de 1880    |                           |
| Comandant Henry Glass                    | 13 de setembre de 1880    | 9 d'agost de 1881         |                           |
| Comandant Edward P. Lull                 | 10 d'agost de 1881        | 18 d'agost de 1881        |                           |
| Comandant Henry Glass                    | 19 d'octubre de 1881      | 12 de març de 1882        |                           |
| Comandant Frederick Pearson              | 13 de març de 1882        | 3 d'octubre de 1882       |                           |
| Comandant Edgar C. Merriman              | 4 d'octubre de 1882       | 13 de setembre de 1883    |                           |
| Comandant Joseph Coghlan                 | 15 de setembre de 1883    | 13 de setembre de 1884    |                           |
| Comandant Henry E. Nichols               | 14 de setembre de 1884    | 15 de setembre de 1884    |                           |

### Governadors del Districte d'Alaska
El 17 de maig de 1884, el Departament d'Alaska fou redesignat com al Districte d'Alaska, un territori incorporat però no organitzat amb un govern civil. El governador era designat directament pel President dels Estats Units.
| Governador            | Inici del càrrec    | Fi del càrrec      | Designat per        |
| --------------------- | ------------------- | ------------------ | ------------------- |
| John Henry Kinkead    | 4 de juliol de 1884 | 7 de maig de 1885  | Chester A. Arthur   |
| Alfred P. Swineford   | 7 de maig de 1885   | 20 d'abril de 1889 | Grover Cleveland    |
| Lyman Enos Knapp      | 20 d'abril de 1889  | 18 de juny de 1893 | Benjamin Harrison   |
| James Sheakley        | 18 de juny de 1893  | 23 de juny de 1897 | Grover Cleveland    |
| John Green Brady      | 23 de juny de 1897  | 2 de març de 1906  | William McKinley    |
| Wilford Bacon Hoggatt | 10 de març de 1906  | 20 de maig de 1909 | Theodore Roosevelt  |
| Walter Eli Clark      | 20 de maig de 1909  | 18 d'abril de 1913 | William Howard Taft |

### Governadors del Territori d'Alaska
El Districte d'Alaska fou organitzat com al Territori d'Alaska el 24 d'agost de 1912. Els governadors seguien essent designat pel President dels Estats Units. Durant la Segona Guerra Mundial, parts de les illes Aleutianes van ser ocupades per l'Imperi Japonès del 5 de juny de 1942 fins al 28 de juny de 1943.
| Governador                     | Inici del càrrec      | Fi del càrrec         | Designat per          | Notes      |
| ------------------------------ | --------------------- | --------------------- | --------------------- | ---------- |
| John Franklin Alexander Strong | 18 d'abril de 1913    | 12 d'abril de 1918    | Woodrow Wilson        | [ nota 2 ] |
| Thomas Riggs, Jr.              | 12 d'abril de 1918    | 16 de juny de 1921    | Woodrow Wilson        |            |
| Scott Cordelle Bone            | 16 de juny de 1921    | 16 d'agost de 1925    | Warren G. Harding     |            |
| George Alexander Parks         | 16 d'agost de 1925    | 19 d'abril de 1933    | Calvin Coolidge       |            |
| John Weir Troy                 | 19 d'abril de 1933    | 6 de desembre de 1939 | Franklin D. Roosevelt |            |
| Ernest Gruening                | 6 de desembre de 1939 | 10 d'abril de 1953    | Franklin D. Roosevelt | [ nota 3 ] |
| B. Frank Heintzleman           | 10 d'abril de 1953    | 3 de gener de 1957    | Dwight D. Eisenhower  | [ nota 4 ] |
| Waino Edward Hendrickson       | 3 de gener de 1957    | 8 d'abril de 1957     | Temporal              | [ nota 5 ] |
| Mike Stepovich                 | 8 d'abril de 1957     | 9 d'agost de 1958     | Dwight D. Eisenhower  | [ nota 6 ] |
| Waino Edward Hendrickson       | 9 d'agost de 1958     | 3 de gener de 1959    | Temporal              | [ nota 7 ] |

### Governadors de l'Estat d'Alaska
Alaska va esdevenir estat el 3 de gener de 1959.
La constitució estatal dicta que l'elecció d'un governador i tinent governador tindrà lloc cada quatre anys i aquests dos candidats hauran d'estar fent campanya pel mateix partit polític, amb els seus càrrecs començant el primers dilluns del desembre després de l'elecció. Els governadors poden succeir-se a si mateixos un cop i si volen ser governadors de nou hauran d'esperar quatre anys després del seu segon càrrec seguit per a ser admès a la candidatura gubernatorial. Si el càrrec del governador esdevé vacant, el tinent governador assumeix el títol de governador. La constitució original de 1956 va crear el càrrec de secretari d'estat, el qual tenia les mateixes funcions que el càrrec de tinent governador; el càrrec fou rebatejat com a «tinent governador» el 1970.
Hi ha hagut sis governadors del Partit Republicà, cinc del Partit Demòcrata, un del Partit de la Independència d'Alaska i un del Partit Independent. El governador del Partit de la Independència d'Alaska fou Wally Hickel; molts Republicans estaven insatisfets amb l'elecció d'Arliss Sturgulewski com a candidat del partit per a governador en l'elecció de 1990, i Hickel fou capaç d'atreure els seus vots. Tot i així, ell mai estigué d'acord amb les idees secessionistes del Partit de la Independència d'Alaska, i va canviar a ser Republicà de nou vuit mesos abans del seu termini com a Governador d'Alaska.
| №  | Governador | Governador          | Inici del càrrec      | Fi del càrrec         | Partit                 | Tinent Governador | Tinent Governador   | Terminis polítics |
| -- | ---------- | ------------------- | --------------------- | --------------------- | ---------------------- | ----------------- | ------------------- | ----------------- |
| 1  |            | William Allen Egan  | 3 de gener de 1959    | 5 de desembre de 1966 | Demòcrata              |                   | Hugh Wade           | 2                 |
| 2  |            | Wally Hickel        | 5 de desembre de 1966 | 29 de gener de 1969   | Republicà              |                   | Keith Harvey Miller | 1⁄2               |
| 3  |            | Keith Harvey Miller | 29 de gener de 1969   | 7 de desembre de 1970 | Republicà              |                   | Robert W. Ward      | 1⁄2               |
| 1  |            | William Allen Egan  | 7 de desembre de 1970 | 2 de desembre de 1974 | Demòcrata              |                   | H. A. Boucher       | 1                 |
| 4  |            | Jay Hammond         | 2 de desembre de 1974 | 6 de desembre de 1982 | Republicà              |                   | Lowell Thomas, Jr.  | 2                 |
| 4  |            | Jay Hammond         | 2 de desembre de 1974 | 6 de desembre de 1982 | Republicà              | Terry Miller      |                     | 2                 |
| 5  |            | Bill Sheffield      | 6 de desembre de 1982 | 1 de desembre de 1986 | Demòcrata              |                   | Steve McAlpine      | 1                 |
| 6  |            | Steve Cowper        | 1 de desembre de 1986 | 3 de desembre de 1990 | Demòcrata              |                   | Steve McAlpine      | 1                 |
| 2  |            | Wally Hickel        | 3 de desembre de 1990 | 5 de desembre de 1994 | Independència d'Alaska |                   | Jack Coghill        | 1                 |
| 2  | Republicà  | Wally Hickel        | 3 de desembre de 1990 | 5 de desembre de 1994 |                        |                   | Jack Coghill        | 1                 |
| 7  |            | Tony Knowles        | 5 de desembre de 1994 | 2 de desembre de 2002 | Demòcrata              |                   | Fran Ulmer          | 2                 |
| 8  |            | Frank Murkowski     | 2 de desembre de 2002 | 4 de desembre de 2006 | Republicà              |                   | Loren Leman         | 1                 |
| 9  |            | Sarah Palin         | 4 de desembre de 2006 | 26 de juliol de 2009  | Republicà              |                   | Sean Parnell        | 1⁄2               |
| 10 |            | Sean Parnell        | 26 de juliol de 2009  | 1 de desembre de 2014 | Republicà              |                   | Craig Campbell      | 1 ⁄2              |
| 10 |            | Sean Parnell        | 26 de juliol de 2009  | 1 de desembre de 2014 | Republicà              | Mead Treadwell    |                     | 1 ⁄2              |
| 11 |            | Bill Walker         | 1 de desembre de 2014 | Actualitat            | Independent            |                   | Byron Mallott       |                   |

## Altres càrrecs en mans de Governadors d'Alaska
Cinc dels Governadors d'Alaska han servit càrrecs en altres càrrecs d'importància nacional i federal, incloent un Secretari d'Interior, un Governador de Nevada, i tres membres del Congrés, però només dos d'aquests representaren Alaska. Wally Hickel va resignar com a governador per a esdevenir Secretari d'Interior; Frank Murkowski resignà del seu càrrec com a senador per a prendre càrrec del govern estatal d'Alaska.
| Governador         | Termini gubernatorial | Altres càrrecs en mans d'aquest governador | Referència |
| ------------------ | --------------------- | ------------------------------------------ | ---------- |
| John Henry Kinkead | 1884-1885             | Governador de Nevada                       | [ 19 ]     |
| James Sheakley     | 1893-1897             | Representant de Pennsilvània               | [ 20 ]     |
| Ernest Gruening    | 1939-1953             | Senador d'Alaska                           | [ 21 ]     |
| Wally Hickel       | 1966-1969, 1990-1994  | Secretari d'Interior                       | [ 22 ]     |
| Frank Murkowski    | 2002-2006             | Senador d'Alaska                           | [ 23 ]     |

## Exgovernadors vius
A data de desembre de 2011, set exgovernadors eren vius, incloent Mike Stepovich, l'últim governador d'una entitat política que avui en dia és estat amb vida dels Estats Units. La mort més recent d'un exgovernador va ser la de Wally Hickel (1966-1969, 1990-1994), qui morí el 7 de maig de 2010.
| Governador          | Termini gubernatorial | Naixement / defunció           |
| ------------------- | --------------------- | ------------------------------ |
| Mike Stepovich      | 1957-1958             | 12 març 1919 – 14 febrer 2014  |
| Keith Harvey Miller | 1969-1970             | 1r març 1925 – 2 març 2019     |
| Bill Sheffield      | 1982-1986             | 26 juny 1928 – 4 novembre 2022 |
| Steve Cowper        | 1986-1990             | 21 agost 1938 –                |
| Tony Knowles        | 1994-2002             | 1r gener 1943 –                |
| Frank Murkowski     | 2002-2006             | 28 març 1933 –                 |
| Sarah Palin         | 2006-2009             | 11 febrer 1964 –               |